# Тер-Гуланян, Меружан Саркисович
Меружан Саркисович Тер-Гуланян (арм. Մերուժան Սարգսի Տեր-Գուլանյան, 29 ноября 1948, Джавахетия, Грузинская ССР) — армянский общественный и государственный деятель, писатель и публицист.
- 1968—1973 — Ереванский государственный университет; отделение журналистики филологического факультета; журналист; почетный доктор Луизианского университета, США.
- 1967—1968 — учитель армянского языка и литературы в селе Гоман Ахалкалакского района.
- 1973—1975 — литературный сотрудник журнала «Гарун».
- 1975—1982 — заведующий отделом публицистики журнала «Гарун».
- 1982—1986 — заместитель главного редактора журнала «Гарун».
- 1986—1990 — главный редактор журнала «Гарун».
- 1990—1995 — депутат Верховного Совета Армении, председатель постоянной комиссии по вопросам информации, печати и издательства, автор Закона Армении «О печати и других средствах массовой информации».
- 1995—1999 — депутат парламента.
- 1996—2003 — учредитель и председатель телекомпании «АР».
- 2003—2004 — творческий директор телекомпании «АР».
- С 2004 — вице-президент благотворительного фонда «Семья Варданян».
- 2008—2011 — творческий директор телекомпании «Арарат».

## Другие данные
- 1978 — лауреат премии Ленинского комсомола Армении.
- 1989 — лауреат премии им. М. Налбандяна Союза писателей Армении.
- 2011 — медаль Мовсеса Хоренаци.[1].
- 2014 — почётный гражданин Еревана.

### Публикации
- Штерн (Германия)
- Дружба народов (Москва)
- Юность (Москва)
- Литературная газета, журнал Молодая гвардия, Гракан терт, Авангард, Азг, Айастани Анрапетутюн, Мунетик.
- Автор 9 книг — сборник рассказов Страна мужчин (1983, Москва), Озеро Сагамо (1978), Мнацох огн ев гнацох мардик (1982), 0 часов (1995), сборник стихотоворений Ночная роза (2001) и т. д.